# Adesmus acanga
Adesmus acanga là một loài bọ cánh cứng trong họ Cerambycidae.